# Gravtjärnen (Piteå socken, Norrbotten)
Gravtjärnen är en sjö i Piteå kommun i Norrbotten och ingår i Lillpiteälvens huvudavrinningsområde.